# Краус, Тадеаш
Таде́аш Кра́ус (чеш. Tadeáš Kraus; 22 октября 1932[…], Тршинец — 31 октября 2018, Прага) — чехословацкий футболист и футбольный тренер, участник двух чемпионатов мира (1954, 1958).

## Биография

### Игровая карьера
На ранних этапах карьеры Краус играл за команду «Сила Тршинец» и «Крылья Отечества Оломоуц», пока в 1955 году не перешёл в «УДА», в котором играл до конца сезона.
Краус присоединился к пражской «Спарте», за которую играл 10 сезонов, выиграв в 1964 году Кубок Чехословакии, а год спустя стал чемпионом Чехословакии в составе «Спарты».
Его последним клубом в карьере стал «Склобижу Яблонец над Нисоу», в котором отыграл три сезона и завершил игровую карьеру.
В составе сборной Чехословакии играл на ЧМ-1954 и ЧМ-1958, на которых сборная Чехословакии не вышла из группы. Всего за сборную сыграл 23 матча, в которых забил 6 мячей.

### Тренерская карьера
По окончании игровой карьеры работал тренером пражской «Спарты» (1971—1974), «Яблонца» (1974—1976) и кипрского «Ариса» (1976—1980, 1983—1985).

### Смерть
Скончался 30 октября 2018 года в возрасте 86 лет.